# Veli Acar
Veli Acar (sinh ngày 30 tháng 8 năm 1981) là một cầu thủ bóng đá Thổ Nhĩ Kỳ thi đấu ở vị trí hậu vệ cánh trái cho Denizlispor.

## Sự nghiệp câu lạc bộ
Acar khởi đầu sự nghiệp ở các giải nghiệp dư cùng với câu lạc bộ địa phương Karşıyakaspor. Anh thi đấu cho nhiều câu lạc bộ của Denizli, bao gồm Denizli Telekomspor, Acipayam Merkezspor, và Pamukkale Üniversitesi G.S.K., trước khi gia nhập Bursaspor năm 2005. Khi lần đầu anh ký hợp đồng với câu lạc bộ, họ đang thi đấu ở TFF First League. Bursaspor giành quyền thăng hạng cuối mùa giải, Acar có 11 lần ra sân. Sự nghiệp với câu lạc bộ kết thúc với danh hiệu vô địch Süper Lig cuối mùa giải 2009–10, lần đầu tiên trong lịch sử câu lạc bộ. Konyaspor ký hợp đồng với anh vào ngày 13 tháng 8 năm 2010.

## Danh hiệu
- Bursaspor
  - Süper Lig (1): 2009–10